# Жур (Призрен)
Жур (алб. Zhuri) је насељено место у општини Призрен на Косову и Метохији. Према попису становништва из 2011. у насељу је живело 5.909 становника. Село Жури (данас Жур) помиње се као део властелинства цркве Св. Николе у Добрушти у две повеље краља, а после и цара Душана Немањића дате наведеној цркви од којих је старија повеља из 1334. године.

## Положај
Атар насеља се налази на територији катастарске општине Жур површине 4021 ha.

## Становништво
Према попису из 2011. године, Жур има следећи етнички састав становништва:
| Националност      | 2011.          |
| Албанци           | 5.897 (99,80%) |
| Бошњаци           | 6 (0,10%)      |
| други и непознато | 6 (0,10%)      |
| Укупно            | 5.909          |

| Демографија | Демографија | Демографија |
| Година      | Становника  | Становника  |
| ----------- | ----------- | ----------- |
| 1948.       | 1.926       |             |
| 1953.       | 2.019       |             |
| 1961.       | 2.348       |             |
| 1971.       | 3.214       |             |
| 1981.       | 4.353       |             |
| 1991.       | 5.230       |             |
| 2011.       | 5.909       |             |